# Crassophyllum thessalonicae
Crassophyllum thessalonicae Vafidis & Koukouras, 1991 è un ottocorallo pennatulaceo della famiglia Pennatulidae.

## Distribuzione e habitat
Questa specie è endemica del mar Mediterraneo nord-orientale.